# Aurora (Schiff, 2014)
Die Aurora ist ein dänisches Forschungsschiff der Universität Aarhus.
Benannt ist das Schiff nach Aurora, der römischen Göttin der Morgenröte.

## Geschichte
Der Bauvertrag für das Schiff wurde am 27. Juni 2012 geschlossen. Gebaut wurde es unter der Baunummer 130 auf der Werft Hvide Sande Skibs- og Bådebyggeri in Hvide Sande. Der Rumpf wurde in Polen auf einer Werft in Stettin gebaut. Die Kiellegung erfolgte im Februar 2013. Am 7. August 2013 wurde der fertige Rohbau ins Wasser gehoben und vom 10. bis 17. August via Kattegat und Limfjord nach Hvide Sande geschleppt. Dort wurde das Schiff ausgerüstet.
Das Schiff wurde am 25. März 2014 an die Universität Aarhus abgeliefert und am 25. April des Jahres in Aarhus getauft. Taufpatin war die dänische Umweltministerin Kirsten Brosbøl.
Das Schiff ist das vierte Forschungsschiff in der Geschichte der Universität und das erste neu gebaute dänische Forschungsschiff seit der Indienststellung der Dana Anfang 1981. Die Baukosten des Schiffes beliefen sich auf 40 Mio. DKK. 30 Mio. DKK stellte das dänische Forschungsministerium zur Verfügung, die restlichen 10 Mio. DKK steuerte die Universität Aarhus bei. Das Schiff ersetzte das 1993 gebaute, deutlich kleinere Forschungsschiff Tyra.

## Technische Daten und Ausstattung
Der Antrieb des Schiffes erfolgt durch zwei Scania-Dieselmotoren des Typs DI13 mit jeweils 368 kW Leistung. Die Motoren wirken auf zwei Propeller. Die Höchstgeschwindigkeit des Schiffes beträgt rund 11 kn. Das Schiff ist mit einem Bugstrahlruder mit 150 kW Leistung ausgestattet. Es verfügt über ein System zur dynamischen Positionierung.
Für die Stromerzeugung steht ein von einem Scania-Dieselmotor mit 368 kW Leistung angetriebener Generator zur Verfügung. Außerdem wurde ein Notgenerator verbaut, der von einem Sisu-Dieselmotor mit 60 kW Leistung angetrieben wird.
Zur Verringerung der Geräuschentwicklung und Dämpfung der Vibrationen des Schiffes stehen die Fundamente der Motoren auf Gummifüßen.
Das Schiff verfügt über vier Decks. Unterhalb des Hauptdecks sind im vorderen Bereich des Schiffes die Unterkünfte für Besatzung und Wissenschaftler bzw. Studenten eingerichtet. Für die Schiffsbesatzung stehen zwei Einzel- und zwei Doppelkabinen, für Wissenschaftler bzw. Studenten zwei Doppel- und eine Vierbettkabine zur Verfügung. Im hinteren Bereich des Schiffes befindet sich hier der Maschinenraum. Auf dem Hauptdeck sind im Vorschiffsbereich ein 30 m² großer Aufenthaltsraum, der als Messe, Besprechungsraum und Klassenzimmer genutzt wird, und die Kombüse eingerichtet. Dahinter befinden sich das 16 m² große Trocken- und das 24 m² große Nasslabor. Über dem Hauptdeck befindet sich das Ruderhaus. Hier ist auch ein Bereich für den wissenschaftlichen Betrieb eingerichtet, von dem aus das Arbeitsdeck überblickt werden kann. Das Peildeck über dem Ruderhaus ist als Ausguck vorgesehen.
An Bord befinden sich bei Tagesfahrten üblicherweise zwei Besatzungsmitglieder, bei mehr als 14 Stunden langen Fahrten oder Mehrtagesfahrten sind es vier.
Hinter den Decksaufbauten befindet sich auf dem Hauptdeck ein 75 m² großes, offenes Arbeitsdeck. Vom Arbeitsdeck aus besteht ein direkter Zugang zum Nasslabor. Auf dem Arbeitsdeck können zwei 20-Fuß-Container mitgeführt werden.
Das Schiff kann in unterschiedlichen Bereichen der Meeresforschung eingesetzt werden. Es ist mit einem Echolot und anderen Geräten für die Seevermessung ausgestattet. Unterwassergeräte können bis zu einer Tiefe von 1000 Metern genutzt werden. In der Fischereiforschung kann das Schiff als Heckfänger eingesetzt werden und in Wassertiefen bis zu 200 Metern arbeiten. Im Achterdecksbereich befinden sich mehrere Winden. Das Schiff ist mit einem schwenkbaren Heckgalgen ausgestattet, der 5 t heben kann. Auf der Steuerbordseite befindet sich ein Kran, der 1,5 t heben kann. Vom Nasslabor aus kann mithilfe eines Auslegers eine CTD-Rosette ins Wasser gelassen bzw. eingeholt werden.
Das Schiff, das bis zu zehn Tage auf See bleiben kann, wird rund 150 Tage im Jahr von der Universität genutzt. In der übrigen Zeit kann es gechartert werden. Es ist für die Einsatz in der Nordsee östlich von 3° Ost und südlich von 62° Nord sowie in der Ostsee zugelassen.